# Faverges-Seythenex
Faverges-Seythenex es una comuna francesa situada en el departamento de Alta Saboya, de la región de Auvernia-Ródano-Alpes.

## Historia
Fue creada el 1 de enero de 2016, en aplicación de una resolución del prefecto de Alta Saboya de 30 de septiembre de 2015 con la unión de las comunas de Faverges y Seythenex, pasando a estar el ayuntamiento en la antigua comuna de Faverges.

## Demografía
| Gráfica de evolución demográfica de Faverges-Seythenex entre 1800 y 2013 |
|                                                                          |

Los datos entre 1800 y 2013 son el resultado de sumar los parciales de las dos comunas que forman la nueva comuna de Faverges-Seythenex, cuyos datos se han cogido de 1800 a 1999, para las comunas de Faverges y Seythenex de la página francesa EHESS/Cassini. Los demás datos se han cogido de la página del INSEE.

## Composición
| Comuna delegada | Código INSEE | Población (2013) | Superficie (km²) | Densidad (hab./km²) |
| --------------- | ------------ | ---------------- | ---------------- | ------------------- |
| Faverges        | 74123        | 6968             | 25.86            | 269                 |
| Seythenex       | 74270        | 630              | 33.41            | 19                  |